# Васлуй (повіт)
Васлуй (рум. Vaslui) — жудець (повіт) в Румунії, в басейні р. Бирлад. Площа 5,3 тис. км². Населення 455,0 тис. чол. (2002). Адміністративний центр — м. Васлуй.

## Географія
Розташований на Молдовській височині.

## Міста
- Бирлад (муніципалітет)
- Васлуй (муніципалітет)
- Хуші (муніципалітет)
- Неґрешть

## Господарство
Посіви кукурудзи, пшениці, соняшнику, льону. Овочівництво, особливо в долині Лозини, і виноградарство. Тваринництво; розводять переважно велику рогату худобу і овець. Промисловість зв'язана, головним чином, з переробкою сільськогосподарської сировини — харчова і текстильна. Є деревообробні і металообробні підприємства (зокрема кулькопідшипниковий завод в м. Бирлад).
| Румунія | Це незавершена стаття з географії Румунії. Ви можете допомогти проєкту, виправивши або дописавши її. |

1. ↑  GEOnet Names Server — 2018.